# Musée sundgauvien
Le musée sundgauvien est un musée de France situé à Altkirch (Haut-Rhin), dans la région naturelle et historique du Sundgau, au sud de l'Alsace. Le bâtiment est classé monument historique. Ses collections couvrent l'archéologie, l'histoire, les arts et traditions populaires et les beaux-arts. Une place significative est accordée à l'œuvre du portraitiste alsacien Jean-Jacques Henner.

## Histoire
Une collection de haches celtiques commencée en 1874 est à l'origine de la création du musée en 1877 par Gustave Kubler qui en fut le premier conservateur.
Depuis 1952 le musée est installé à proximité de l'hôtel de ville, dans l'ancienne maison du Bailli, un édifice datant du XVIe siècle, inscrit aux Monuments historiques le 9 septembre 1986. L'escalier en vis de la tourelle donne accès aux salles des étages supérieurs.

## Collections

### Archéologie et histoire
Minéraux, fossiles, pierres taillées et céramiques témoignent de l'histoire ancienne du Sundgau. Des objets gallo-romains et mérovingiens sont également présentés.
Au deuxième étage, objets et reconstitutions évoquent la Première et la Seconde Guerre mondiale.

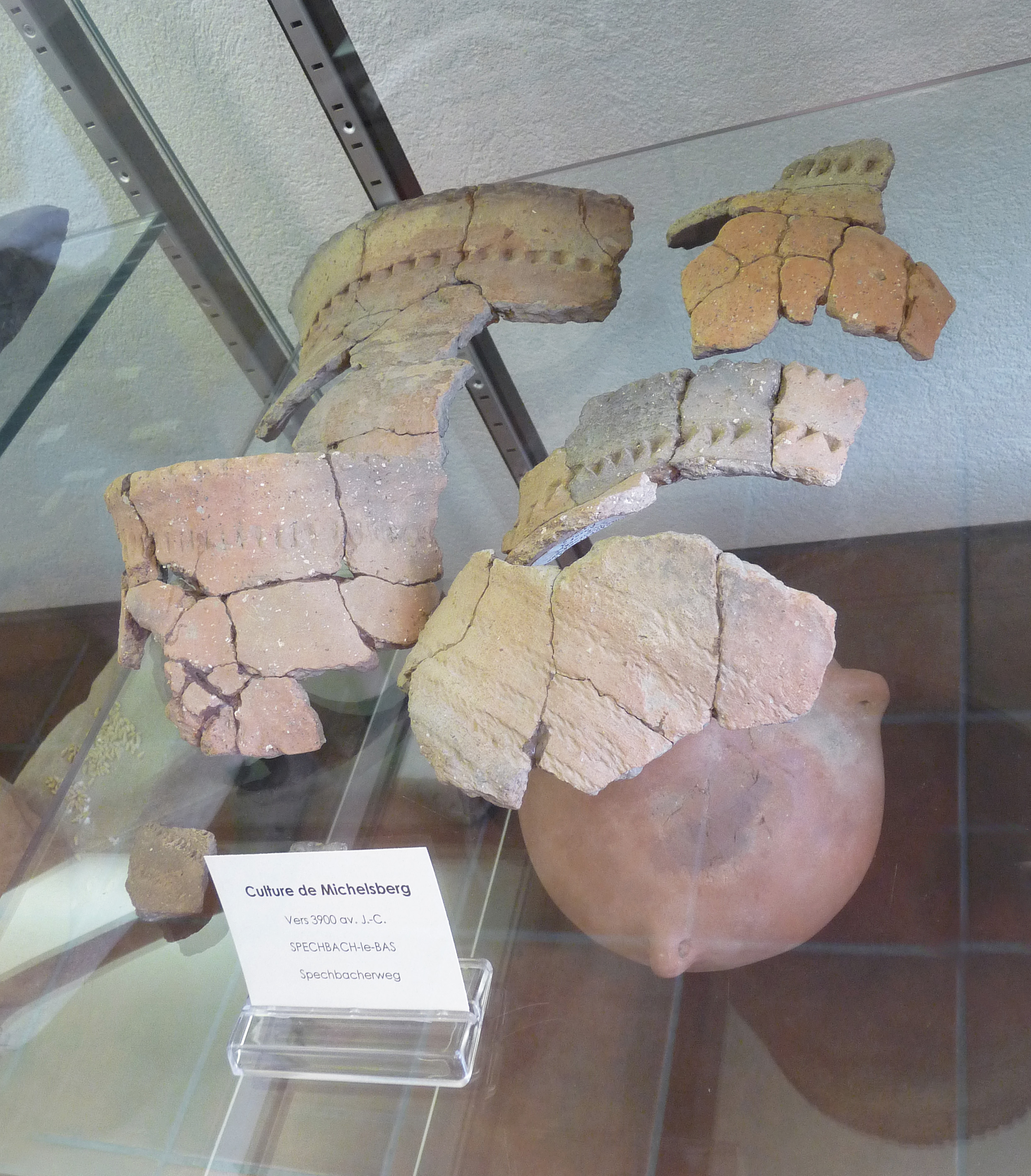
Culture de Michelsberg (Spechbach-le-Bas)
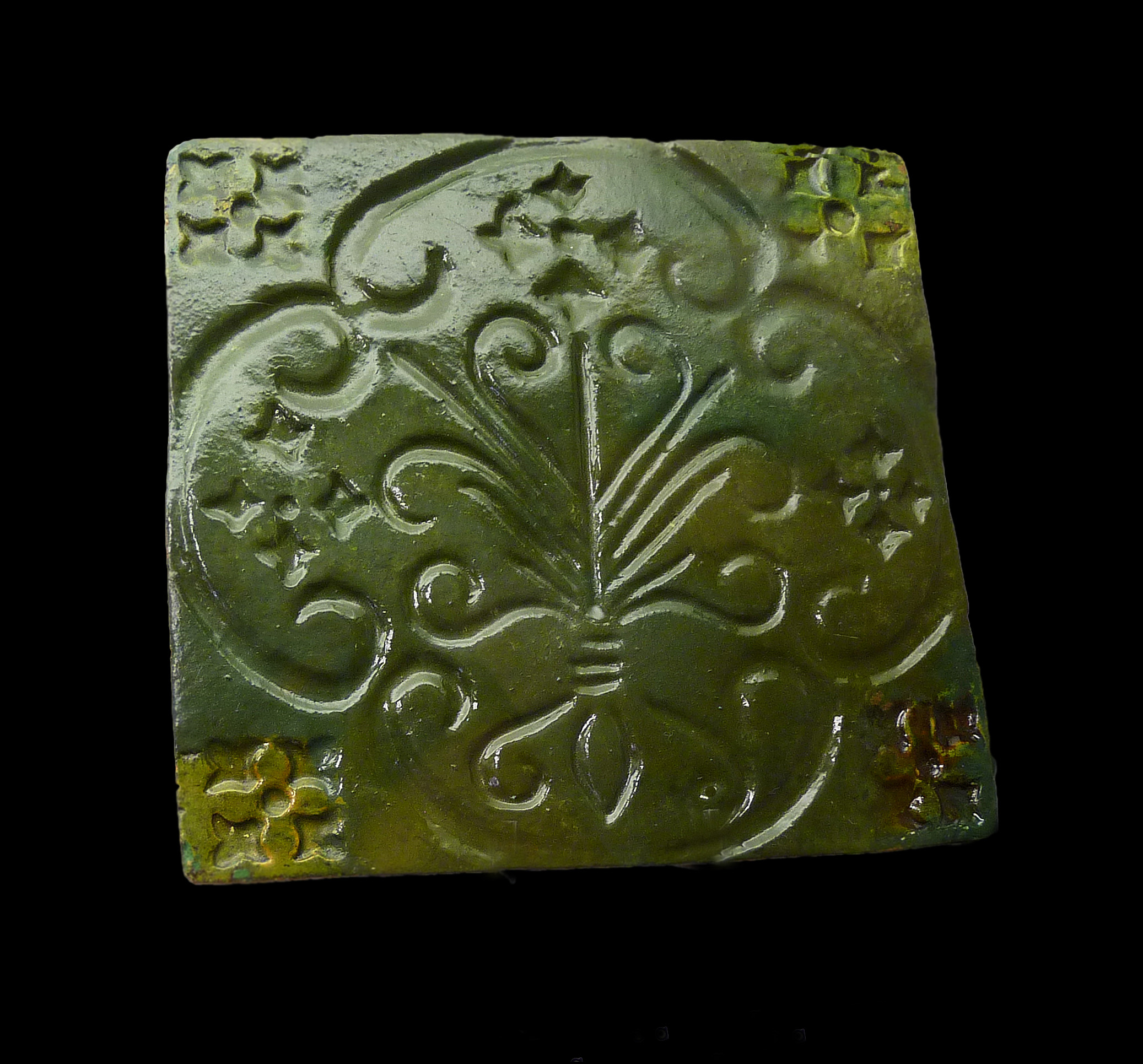
Carreau de poêle à motif floral (Zimmersheim, XVIe siècle)
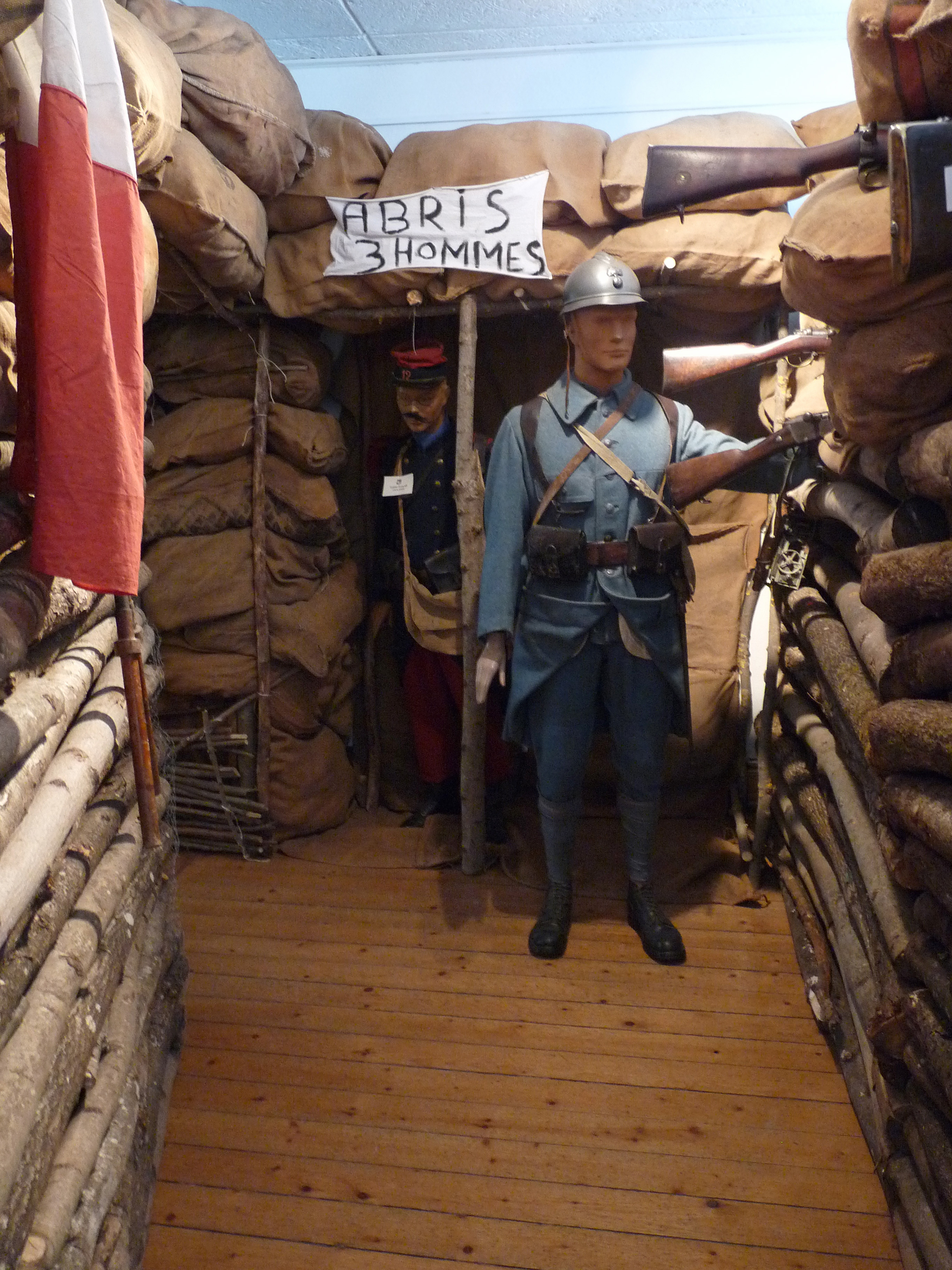
Reconstitution d'un abri de la Première Guerre mondiale
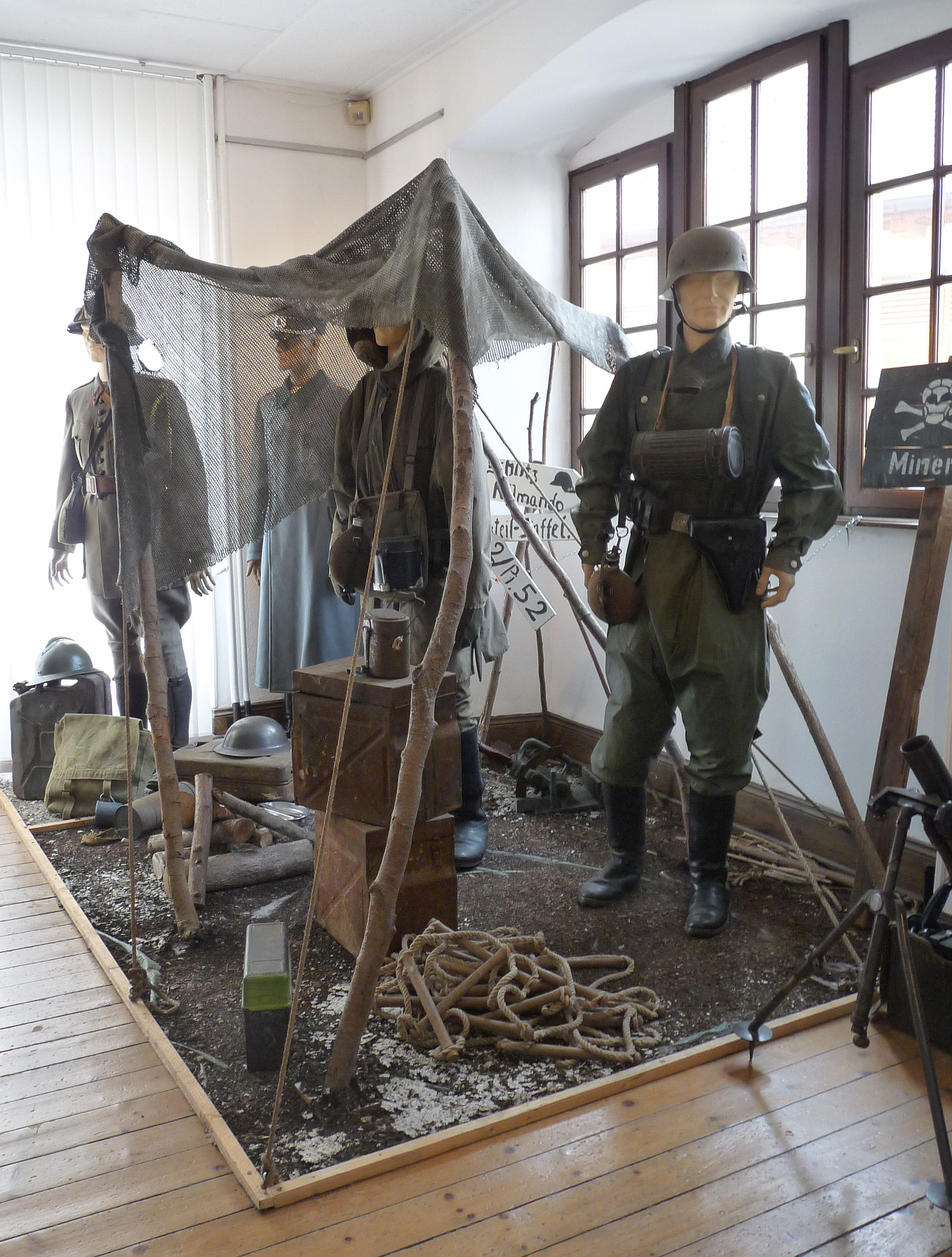
Équipements de la Seconde Guerre mondiale

### Beaux-arts
Les salles dédiées à la peinture font la part belle aux artistes régionaux tels que Léon Lehmann, Marie-Augustin Zwiller, Jean Benner, Arthur Schachenmann, Robert Breitwieser, et surtout Jean-Jacques Henner, dont le musée présente principalement une série de portraits – dont un autoportrait –, mais également un Christ aux donateurs déposé par l'église de Bernwiller et des aquarelles d'inspiration italienne.
La sculpture est représentée par l'enfant du pays Félix Voulot qui travaille le bois (La Mort) et la pierre (Jean Pottecher) et par des artistes de plus grande notoriété, tels que Jean-Baptiste Carpeaux (Bacchante aux lauriers).

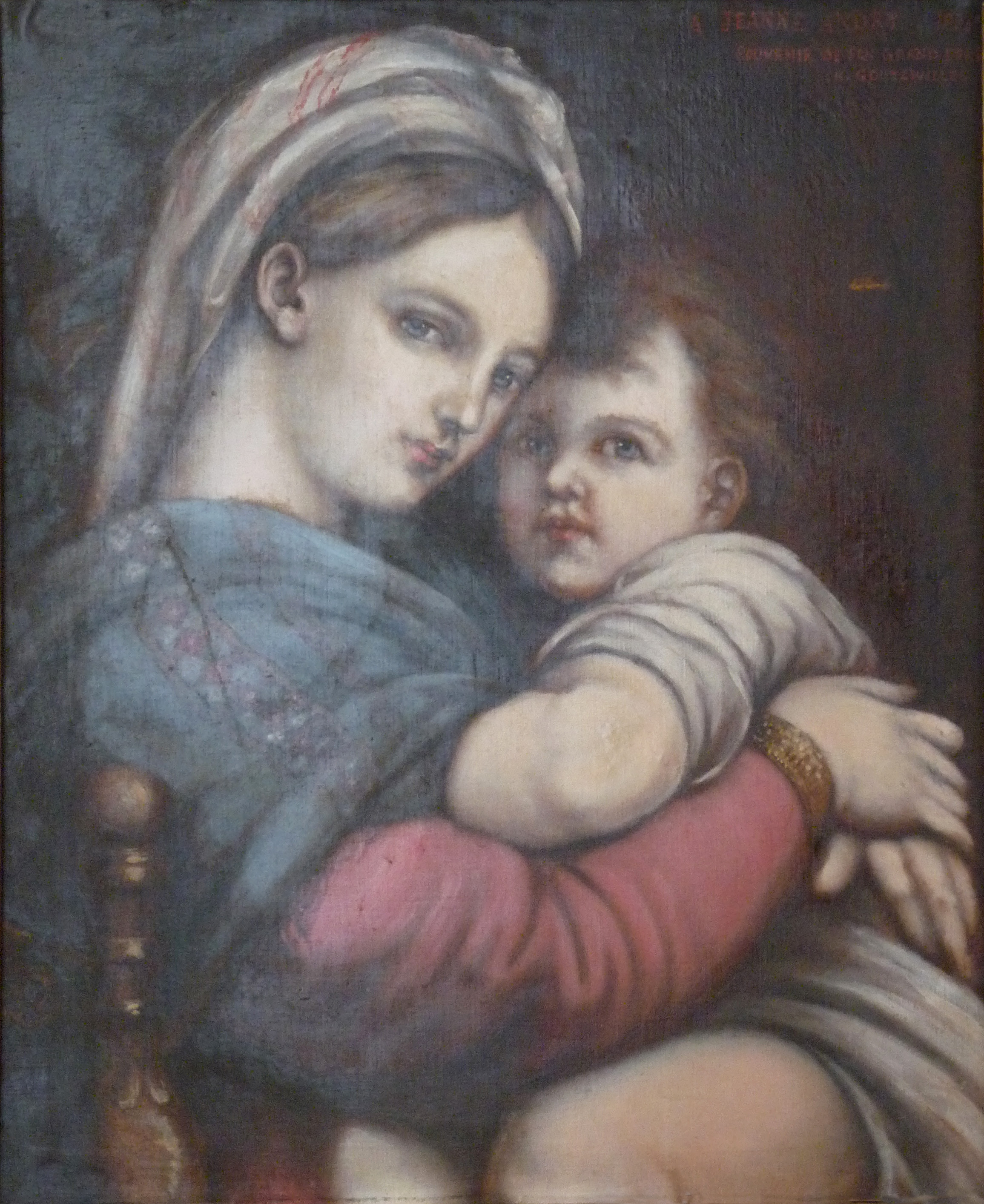
Charles Goutzwiller, La Vierge à l'enfant
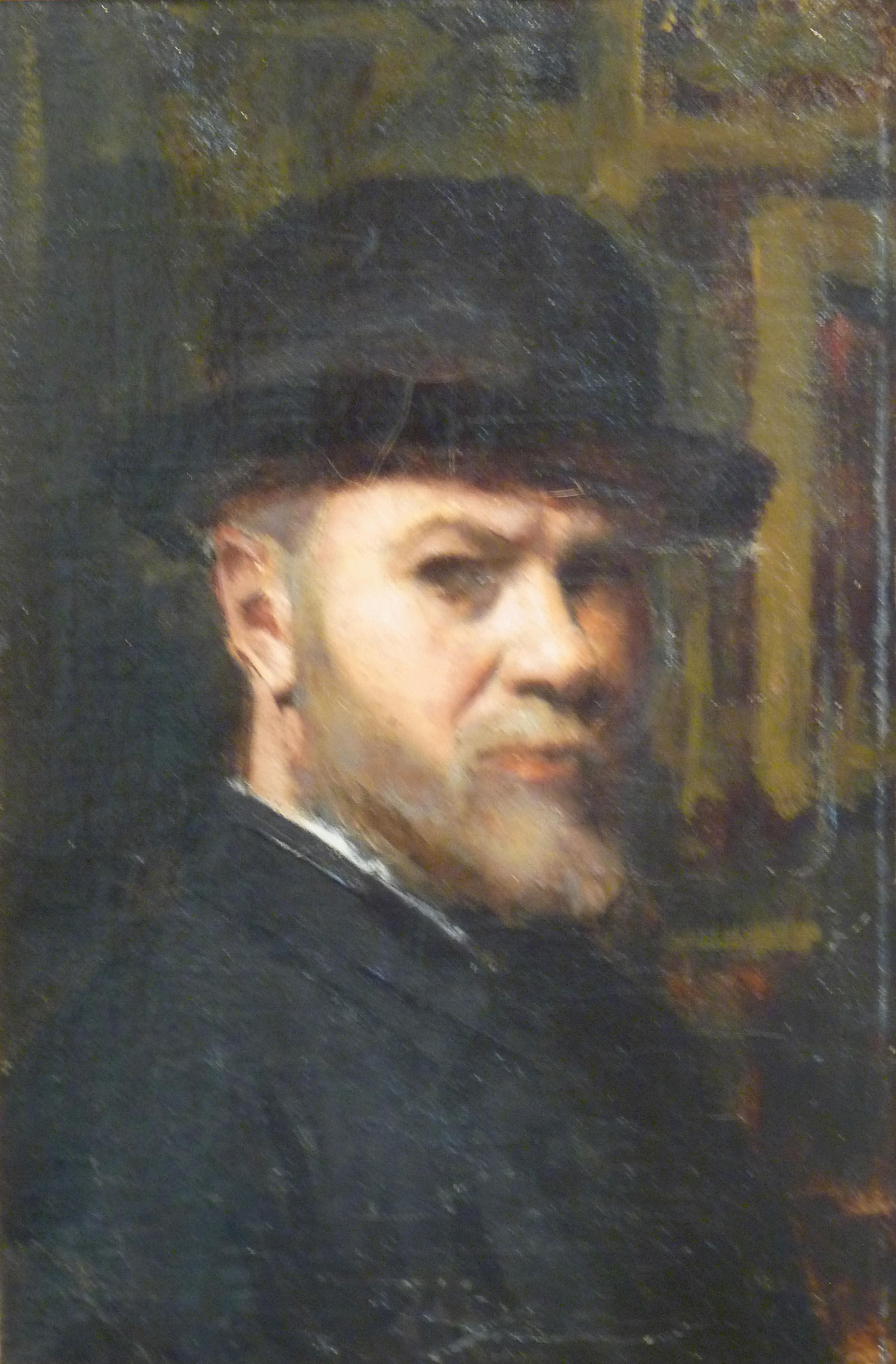
Jean-Jacques Henner, Autoportrait
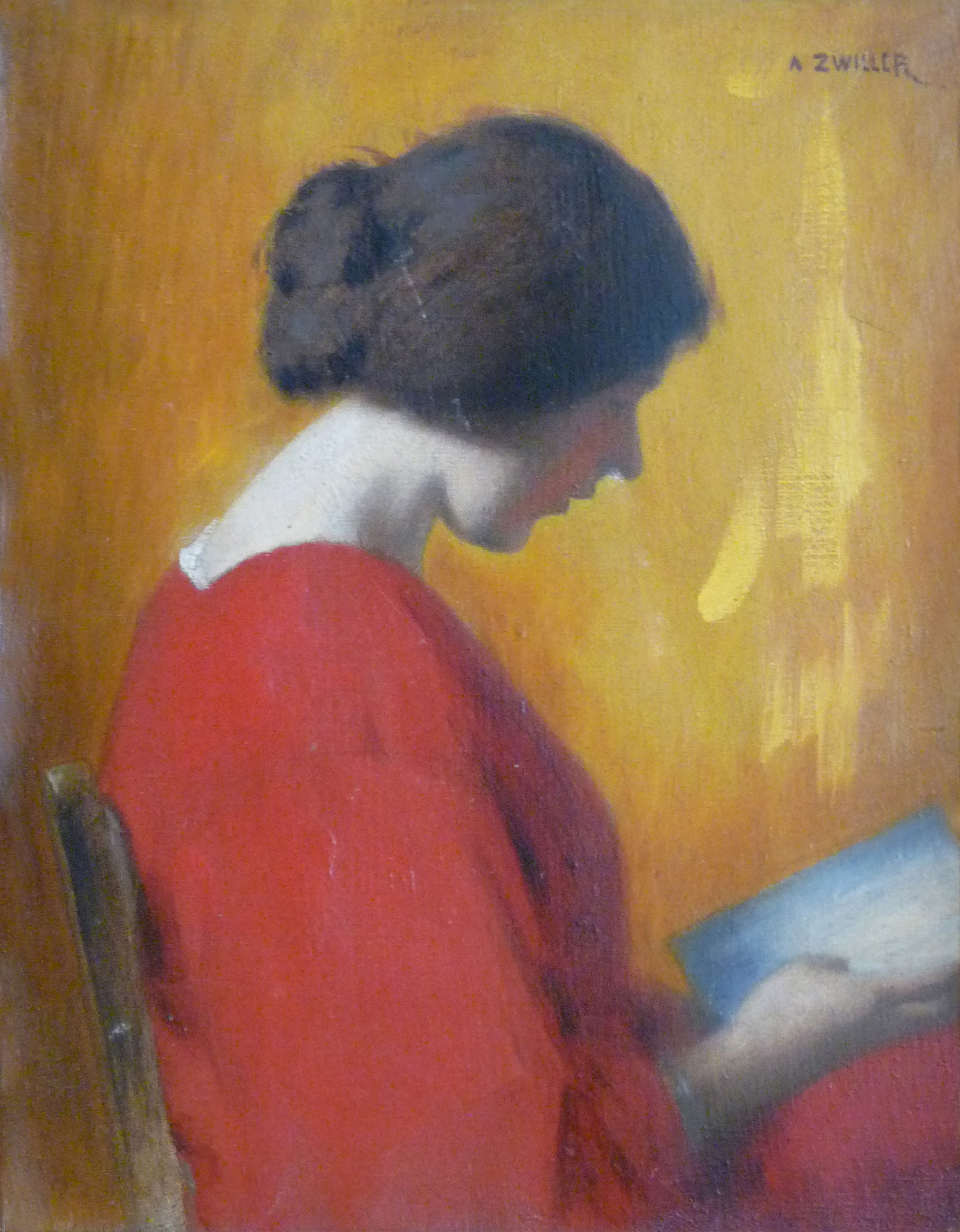
Marie-Augustin Zwiller, Jeune femme lisant
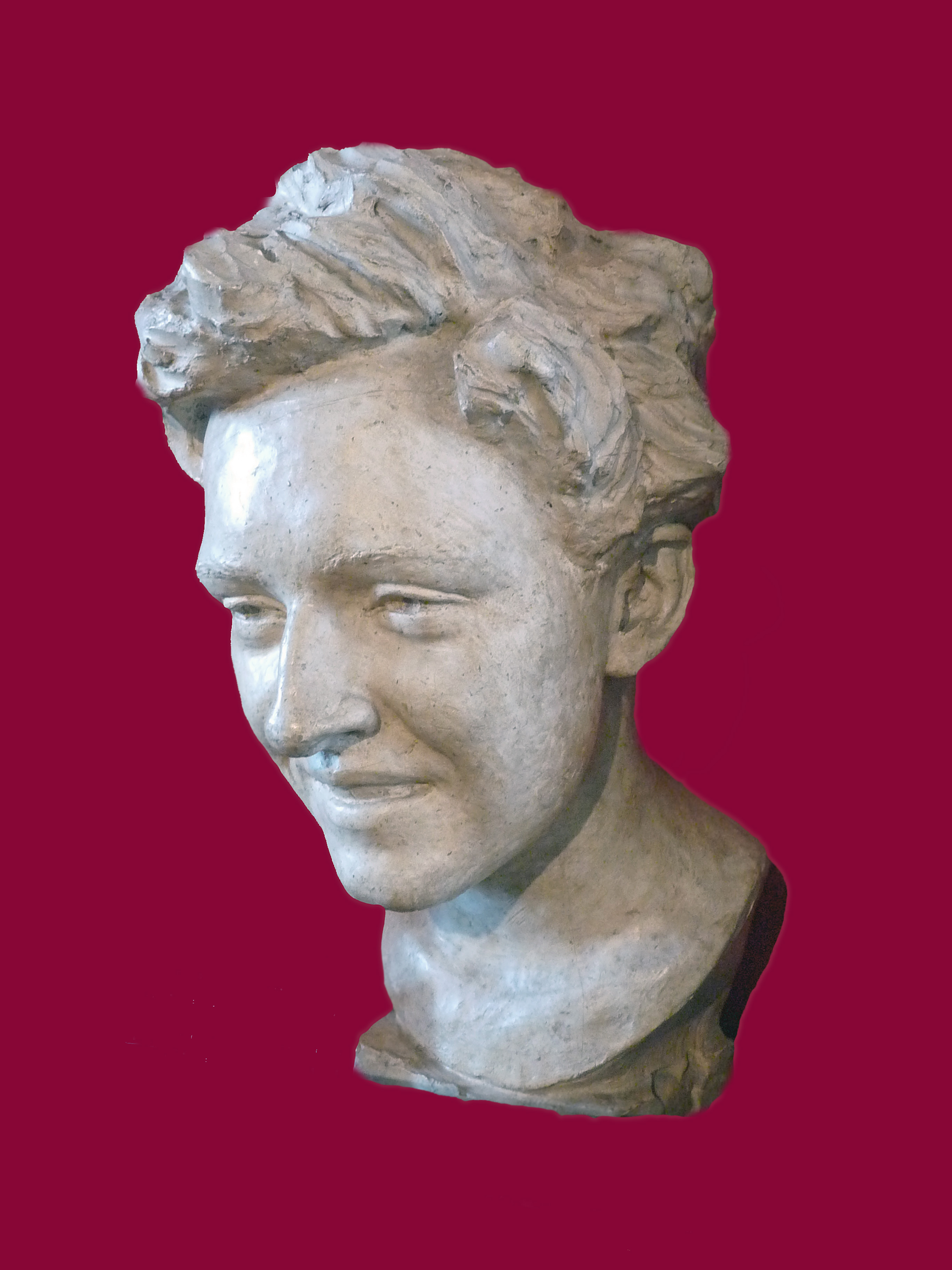
Félix Voulot, Jean Pottecher, épreuve en plâtre

### Arts et traditions populaires
La vie quotidienne du Sundgau d'autrefois est évoquée à travers ses meubles (armoires, buffets), poêles en faïence, objets et ustensiles divers. Une salle est consacrée aux costumes, pièces de lingerie et bonnets brodés.

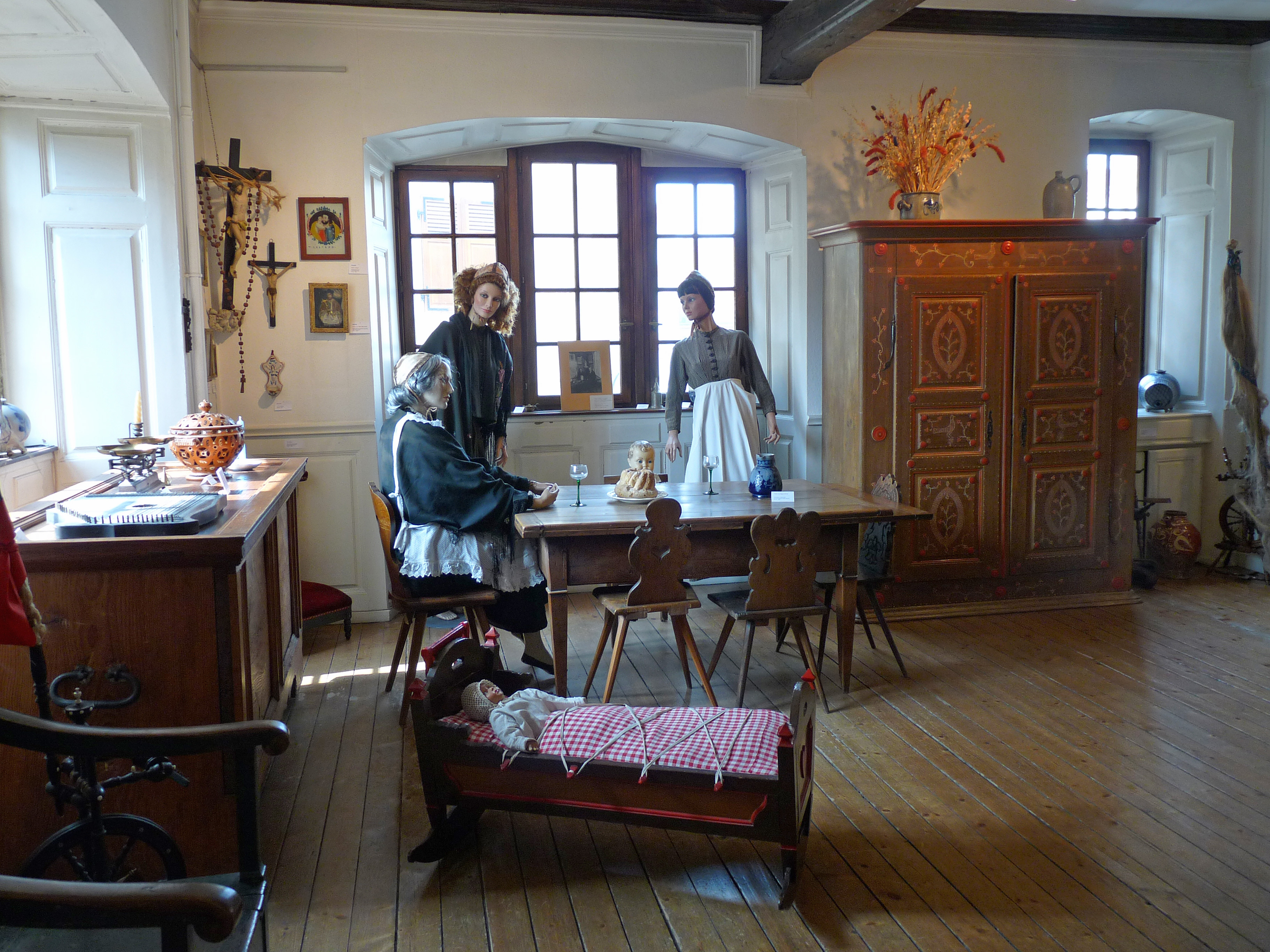
Intérieur sundgauvien avec armoire peinte Olmer
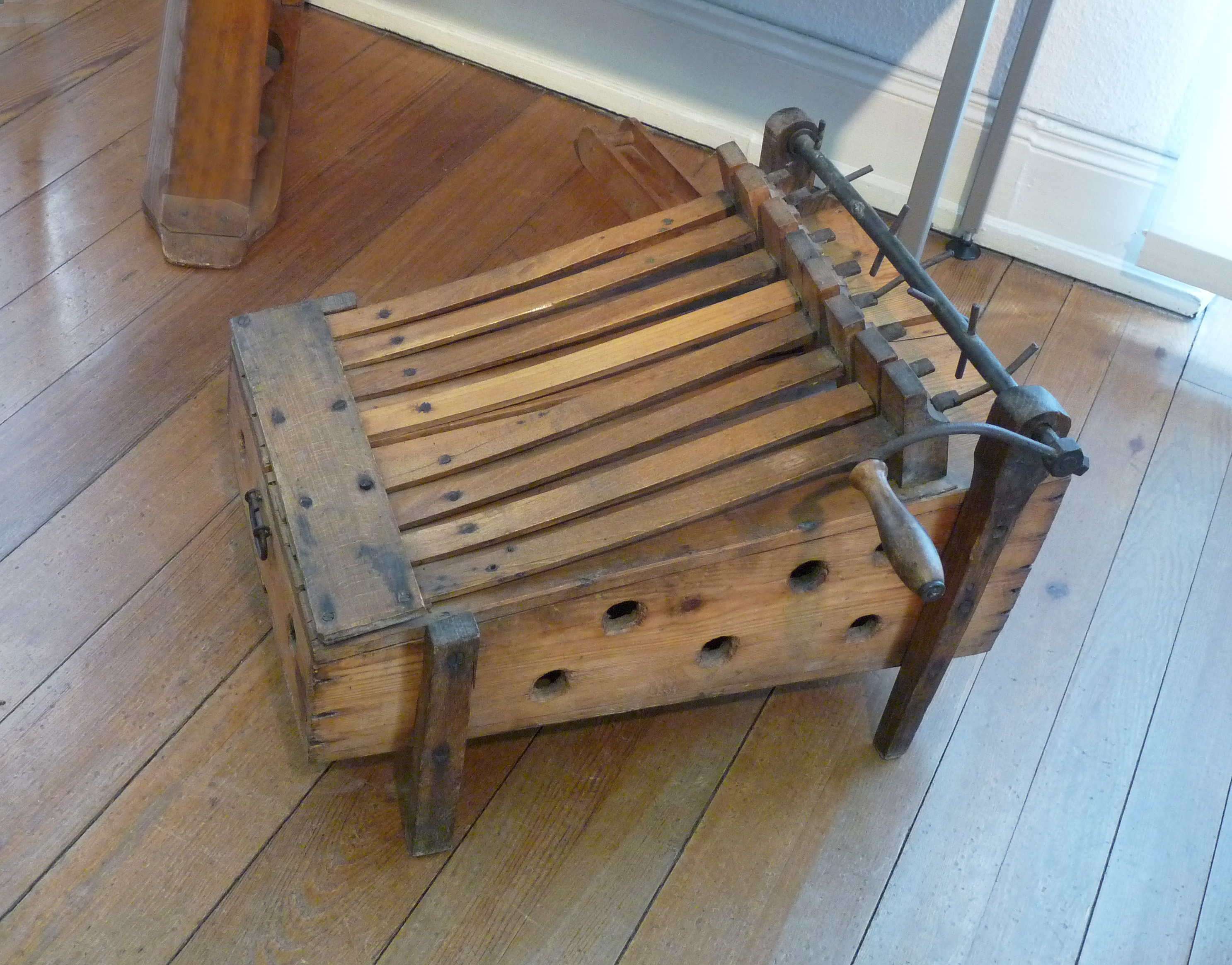
Crécelle
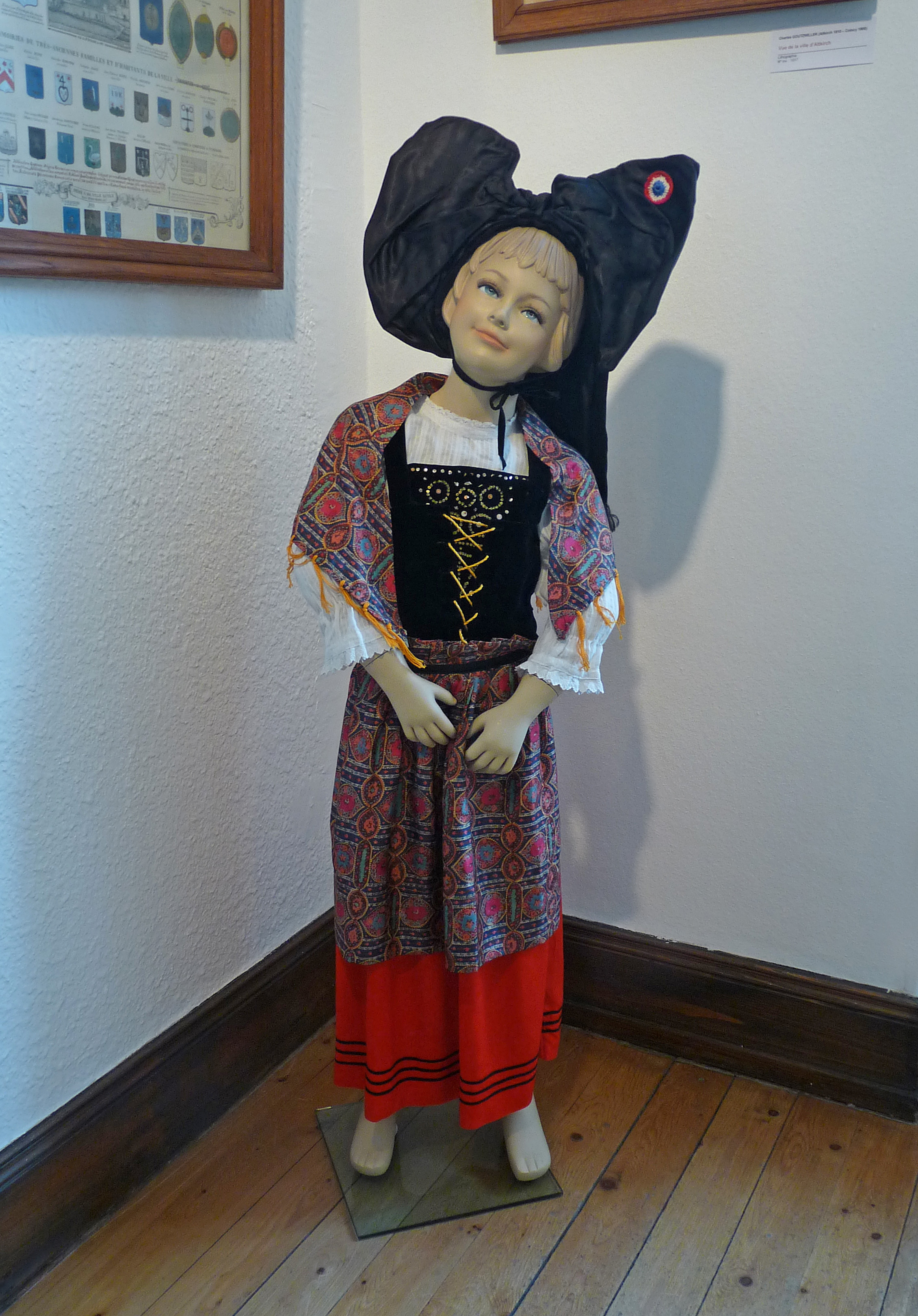
Costume traditionnel
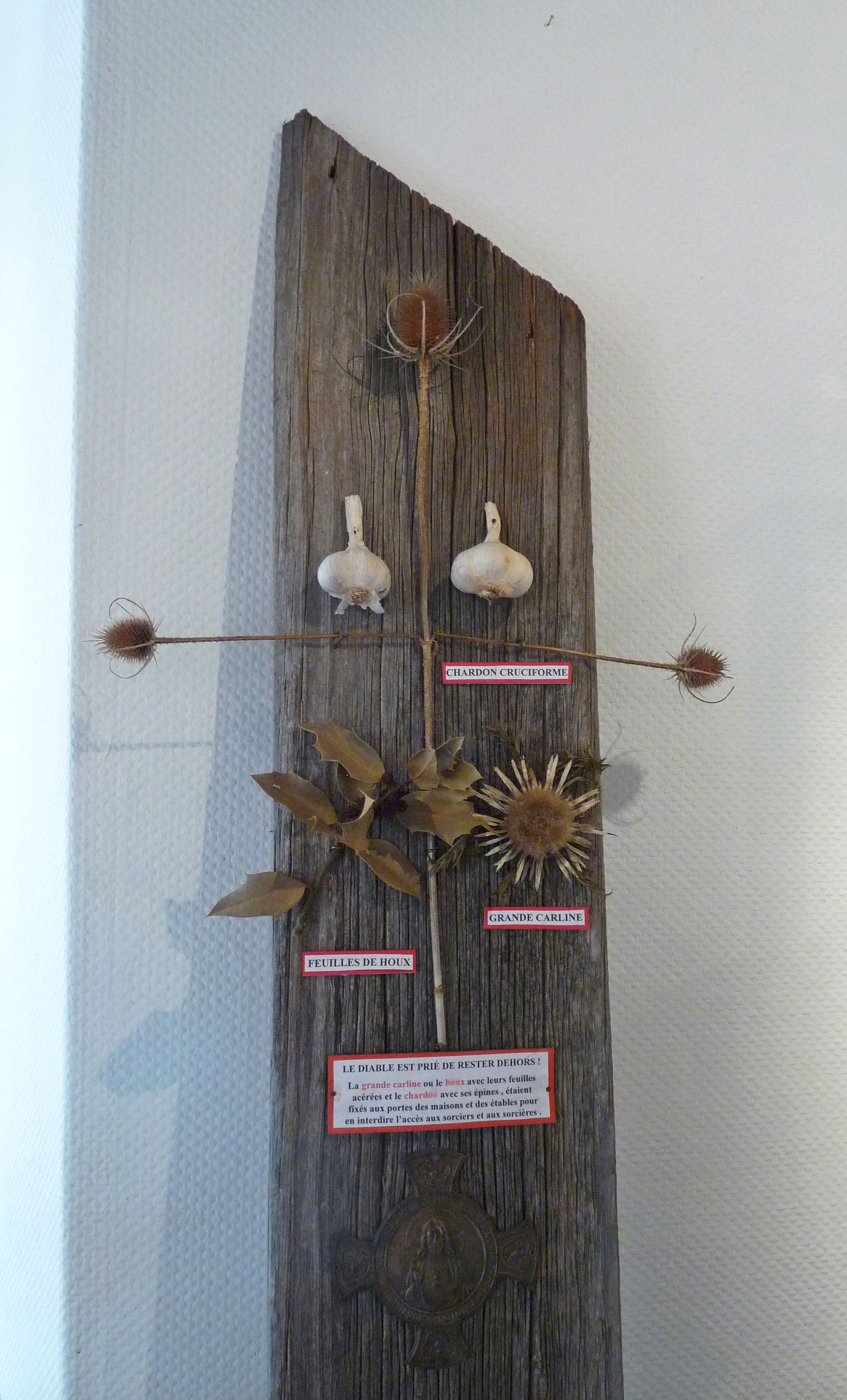
Protection contre le diable

## Expositions temporaires
- Pharmacie des campagnes et pharmacie des villes, 8 juillet-9 septembre 2012